# Сириус (посёлок городского типа)
Си́риус — посёлок городского типа в Краснодарском крае, первая в России федеральная территория. В рамках муниципального устройства образует городской округ. В рамках административно-территориального устройства временно относился к городу Сочи до принятия нового Устава города.
Посёлок образован в 2020 году путём выделения территории Имеретинской низменности из состава Адлерского района города-курорта Сочи. Самый южный населённый пункт Краснодарского края и всего Южного федерального округа. На его территории расположен образовательный центр «Сириус».

## География
Населённый пункт находится в пределах Имеретинской низменности, на побережье Чёрного моря в междуречье реки Мзымта и реки Псоу, по которой проходит государственная граница России. Здесь расположены Олимпийский парк и другие объекты прибрежного кластера, возведённые к XXII зимним Олимпийским играм 2014 года, тематический парк развлечений, большое количество гостиниц, железнодорожный вокзал, а также, в устье Мзымты, порт Сочи Имеретинский, а также образовательный центр для одарённых детей «Сириус».
Границы городского округа Сириус установлены на северо-западе от реки Мзымта, на севере и северо-востоке — по трассе А-147 «Джубга — Сочи — граница с Абхазией», далее по улицам Каспийская и Урожайная (чётные (северные) дома остались в городе-курорте Сочи, а нечётные (южные) вошли в состав пгт Сириус), на юго-востоке — по границе с Абхазией, на юге и юго-западе — по Чёрному морю.

### Климат
Территория Сириуса, как и весь участок российского черноморского побережья южнее Туапсе, расположена в зоне влажных субтропиков (Cfa согласно классификации климата Кёппена), что сильно отличает этот регион от более северного участка побережья от Анапы до Геленджика, где господствует типичный полусухой средиземноморский климат.
На климат Сириуса оказывают значительное влияние море (летом от него прохладнее, зимой оно согревает) и горы (ограждают от холодных северных ветров). Климат тёплый и влажный. Подобный климат наблюдается в соседней Абхазии, а также на юго-востоке США (штаты Миссисипи, Луизиана, Алабама, Джорджия, Флорида).
Максимум осадков приходится на зимний период времени года — преимущественно в виде дождя, реже — снега. Зима тёплая, лето жаркое и влажное. Подобный тип климата подходит для произрастания разного рода субтропических и умеренных культур. Зимой иногда возможны заморозки и снегопады, но они бывают крайне редко и держатся в течение одного-пяти дней, а в некоторые годы и вовсе отсутствуют. Климат Сириуса настолько тёплый, что в этой местности можно выращивать растения, растущие в диком виде в Греции и на юге Италии. Сириус — самый тёплый населённый пункт России.
Климат в течение года:
- первая половина мая — вторая половина октября — продолжительное климатическое лето;
- конец октября — начало мая — прохладный (осенне-весенний) сезон;
- климатическая зима отсутствует.

Климатические показатели :
- Среднегодовая температура — +15,7 °C.
- Средняя температура: февраля — +7,7 °C; августа — +25,3 °C.
- Среднегодовая скорость ветра — 1,3 м/с.
- Среднегодовая влажность воздуха — 75 %.
- Среднегодовая температура воды — +16,2 °C (максимальная — +30,1 °С).
- Среднегодовое количество осадков — 904 мм.
- Число солнечных дней — 211 (общая облачность).
- Число пасмурных дней — 154 (общая обл.), 68 (нижняя обл.)[18].

| Показатель                        | Янв. | Фев. | Март | Апр. | Май  | Июнь | Июль | Авг. | Сен. | Окт. | Нояб. | Дек. | Год  |
| --------------------------------- | ---- | ---- | ---- | ---- | ---- | ---- | ---- | ---- | ---- | ---- | ----- | ---- | ---- |
| Абсолютный максимум, °C           | 18,6 | 20,4 | 24,2 | 26,8 | 31,7 | 33,2 | 34,7 | 34,9 | 30,8 | 29,0 | 24,2  | 21,1 | 34,9 |
| Средний суточный максимум, °C     | 10,7 | 12,1 | 13,5 | 17,2 | 22,6 | 27,0 | 27,8 | 28,6 | 24,5 | 22,0 | 16,1  | 12,2 | 19,6 |
| Средняя температура, °C           | 7,4  | 7,7  | 9,2  | 12,8 | 18,5 | 23,3 | 24,9 | 25,3 | 21,1 | 17,1 | 12,3  | 8,6  | 15,7 |
| Средний суточный минимум, °C      | 5,0  | 5,2  | 6,3  | 9,5  | 15,3 | 19,7 | 21,8 | 21,9 | 17,9 | 12,8 | 8,8   | 5,8  | 12,5 |
| Абсолютный минимум, °C            | −0,7 | −5,5 | −1,8 | 0,1  | 6,8  | 13,0 | 13,8 | 15,6 | 7,8  | 7,1  | 0,4   | −4,2 | −5,5 |
| Норма осадков, мм                 | 87   | 68   | 97   | 82   | 45   | 36   | 102  | 60   | 92   | 80   | 45    | 110  | 904  |
| Температура воды, °C              | 9,7  | 8,8  | 9,1  | 11,3 | 15,4 | 20,1 | 24,2 | 25,6 | 23,4 | 19,7 | 15,2  | 11,8 | 16,2 |
| Источник: Погода и климат, ЕСИМО. |      |      |      |      |      |      |      |      |      |      |       |      |      |

## Население
| 2021   | 2023    | 2024    | 2025    |
| ------ | ------- | ------- | ------- |
| 13 115 | ↗13 768 | ↗14 344 | ↗14 448 |

Национальный состав
По итогам переписи населения 2020 года проживали следующие национальности (национальности менее 0,1 % и другое см. в сноске к строке «Другие»):
| Национальность | Численность, чел. | Доля     |
| -------------- | ----------------- | -------- |
| Русские        | 9455              | 72,09 %  |
| Армяне         | 1458              | 11,12 %  |
| Грузины        | 125               | 0,95 %   |
| Татары         | 114               | 0,87 %   |
| Украинцы       | 49                | 0,37 %   |
| Греки          | 31                | 0,24 %   |
| Осетины        | 22                | 0,17 %   |
| Абхазы         | 21                | 0,16 %   |
| Башкиры        | 21                | 0,16 %   |
| Аварцы         | 19                | 0,14 %   |
| Белорусы       | 17                | 0,13 %   |
| Другие         | 1783              | 13,60 %  |
| Итого          | 13 115            | 100,00 % |

## История
Первое упоминание о создании посёлка городского типа Сириус датируется 30 мая 2019 года. Сообщалось, что с такой инициативой выступили жители Имеретинской низменности, а их инициативу поддержали депутаты городского собрания.
27 сентября 2019 года губернатор Краснодарского края подписал постановление о назначении опроса жителей Имеретинской низменности по вопросу создания посёлка городского типа Сириус в составе города-курорта Сочи.
В ноябре 2019 года документы по созданию пгт Сириус были направлены в Росреестр.
1 февраля 2020 года было вынесено распоряжение Правительства Российской Федерации о присвоении географическому объекту наименования Сириус. 14 февраля депутаты Городского Собрания Сочи приняли решение № 13 о проведении публичных слушаний по вопросу преобразования муниципального образования город-курорт Сочи. Официально это объяснялось поступлением обращений от 892 граждан, предлагающих разделить город на две части, но никаких доказательств этому представлено не было.
26 февраля состоялось голосование по вопросу преобразования города-курорта Сочи путем его разделения на два вновь образованных муниципальных образования, на котором 102 человека высказалось «за» разделение города, 35 человек — «против», ещё один воздержался. 5 марта депутаты Городского Собрания Сочи поддержали выраженное на публичных слушаниях мнение 102 человек о разделении города Сочи на две части и выступили с соответствующей законодательной инициативой в Законодательное Собрание Краснодарского края.
25 марта на 35-й внеочередной сессии Законодательного собрания Краснодарского края был принят законопроект, по которому происходило создание отдельного муниципального образования Сириус со статусом городского округа с переходным периодом до 2021 года, когда «Сириус наравне со всеми районами сможет участвовать в краевых и федеральных программах, национальных проектах, а также получать грантовую поддержку», как отметили в пресс-службе администрации Краснодарского края. На время переходного периода до формирования новых представительных органов и новых администраций обоих муниципальных образований (Сочи и Сириус) сохранят свои полномочия Городское Собрание Сочи и администрация города-курорта Сочи.
3 апреля этот закон был подписан губернатором и опубликован, а 14 апреля вступил в силу.
В конце 2022 года началось, а затем было отложено рассмотрение законопроекта о расширении границ федеральной территории для проведения опроса жителей города Сочи, из состава которого и планировали передать Сириусу земли между реками Мзымта и Псоу (границей с Абхазией) — Краснополянского поселкового и Нижнешиловского сельского округов с рядом анклавных участков.
12 сентября 2023 года утверждён официальный герб федеральной территории «Сириус». Автором герба стал Максим Черников.

## Федеральная территория и органы власти
Решением от 19 мая 2020 года Городское Собрание Сочи по представлению ТИК Адлерская утвердило первоначальную схему из пяти многомандатных избирательных округов (по три мандата в каждом) для проведения выборов депутатов представительного органа власти — Совета муниципального образования городской округ Сириус. Общее количество депутатов Совета должно было составить 15 депутатов.
Выборы первоначально были намечены на единый день голосования, на 13 сентября 2020 года.
11 июня появилась информация о возможном назначении на должность руководителя городского округа Олега Михайловича Бударгина.
В июле стало известно, что в связи с изменениями в федеральном законодательстве в части увеличения срока с 6 месяцев до 1 года для формирования органов местного самоуправления, выборы в Совет перенесены с сентября 2020 года на 2021 год.
9 ноября 2020 года появилась информация о планах наделения Сириуса статусом первой в России федеральной территории с особым устройством власти и собственным бюджетом. 
Федеральным законом от 22 декабря 2020 года Сириус был образован как федеральная территория. После этого выборы в Совет были перенесены с апреля на сентябрь 2021 года.
30 января 2021 года указом президента России временно исполняющим обязанности главы федеральной территории был назначен Андрей Олегович Столяров.
1 февраля 2021 года врио главы ФТ Столяровым А. О. была создана администрация федеральной территории. Согласно закону края от 22 июля 2021 года, словосочетания федеральная территория «Сириус» и муниципальное образование городской округ Сириус Краснодарского края используются в одном значении.
С 17 по 19 сентября 2021 года прошли выборы в Совет федеральной территории. Совет федеральной территории Сириус состоит из 17 членов, девять из которых выбираются непосредственно жителями, по три члена совета назначаются президентом и правительством РФ, один — губернатором Краснодарского края, а также туда входит глава администрации федеральной территории.
Первое заседание Совета федеральной территории состоялось 15 октября 2021 года. Председателем Совета стала Елена Владимировна Шмелёва, которая по совместительству является руководителем образовательного центра «Сириус».
29 октября 2021 года главой администрации федеральной территории был избран Дмитрий Сергеевич Плишкин.

## Туризм и достопримечательности
В Сириусе расположены сетевые отели и частные гостиницы, такие как Имеретинский, Radisson Blu Resort & Congress Centre, Tulip Inn Omega Sochi, Русские Сезоны, Богатырь, Сочи-Парк отель, Radisson Collection Paradise Resort & Spa, Арфа Парк отель, Bridge Resort и Sport Inn, а также город-отель Бархатные сезоны.
Основные достопримечательности Сириуса: Олимпийский парк зимних игр 2014 года, тематический парк развлечений Сочи Парк, дендрологический парк «Южные культуры». Олимпийский парк самая значимая достопримечательность всего посёлка.
Также в Сириусе находится природный орнитологический парк. Парк «Южные культуры» является самым большим и красивым в Сириусе, в нём собраны растения почти со всего мира.
«Олимпийская набережная» была построена специально к олимпийским играм. Окаймляет почти всю Имеретинскую бухту, и на всем её протяжении много кафе и ресторанов. Здесь можно кататься на велосипедах и роликах по специально оборудованной велодорожке. У набережной находится множество сувенирных магазинов и пунктов проката велосипедов.

## Транспорт
Имеется один железнодорожный вокзал и две станции (вокзал Имеретинский курорт, остановочный пункт Олимпийская деревня и станция Весёлое). Неподалёку от федеральной территории расположен аэропорт Сочи. Имеется множество автобусных маршрутов. С 1 января 2022 года маршруты автобусов, проходящие по ФТ Сириус, начинаются с цифры 5. К двузначным номерам добавили 5, а у трёхзначных заменили 1 на 5.
Также в посёлке расположен морской порт «Сочи Имеретинский».

## Религия
В Сириусе находится православный храм Нерукотворного Образа Христа Спасителя; православные церкви Благовещения Пресвятой Богородицы, Иоанна Предтечи, Илии Пророка и Спиридона Тримифунтского и часовня Киприана и Иустинии, а также древлеправославная церковь Успения Пресвятой Богородицы.

## Спорт
Имеются 22 хоккейные команды, входящие в ночную хоккейную лигу.

### Спортивные сооружения
- олимпийский стадион «Фишт»
- ледовая арена «Шайба»
- ледовый дворец «Большой»
- кёрлинговый центр «Ледяной куб»
- развлекательный спортивный центр «Сириус Арена»
- ледовый дворец спорта «Айсберг»